# Martina Millà i Bernad
Martina Millà i Bernad   (Barcelona, 1965) és una historiadora de l'art i comissària catalana. És cap d'exposicions a la Fundació Joan Miró de Barcelona des del 2019, on coordina el Premi Joan Miró i supervisa les exposicions temporals, l'Espai 13 i les exposicions de fotografia vinculades al Fons Joaquim Gomis. Entre el 2015 i el 2017 va ser membre del patronat del centre de producció d'arts visuals Hangar.
Al llarg de la seva trajectòria ha comissariat exposicions de Zush, Kiki Smith, Mona Hatoum, Ignasi Aballí, Nalini Malani, Oriol Enguany, Shehera Grot i Tuan Andrew Nguyen.